# Monasterio de Tserakvi
Tserakvi (en georgiano: წერაქვი)  es un complejo monástico medieval georgiano ortodoxo.

## Ubicación
El monasterio de Tserakvi se encuentra en la región de Kvemo Kartli, Georgia, en el margen izquierdo del río Shulaver, a unos 3 km del pueblo de Tereqv.  

## Historia
El complejo monástico data del siglo XII-XIII. El monumento se encuentra cerca del pueblo del mismo nombre en el distrito de Marneuli, flanqueado por el río Shulaveri. Tserakvi incluye las iglesias de la Asunción de María  y de San Jorge, así como un campanario, una bodega y fragmentos de un muro defensivo. La iglesia de la Asunción es una iglesia de tres naves y contiene una inscripción en la pared del siglo XV.